# Burg Neuaist
Die Burg Neuaist in der Stadtgemeinde Pregarten im Bezirk Freistadt in Oberösterreich war im 11. Jahrhundert im Besitz der Herren von Aist. Der Name des Geschlechts und des verbliebenen Burgstalls leitet sich vom Fluss Feldaist ab.

## Lage
Die Burg Neuaist liegt auf einer Felsformation in einer Schleife der Feldaist.
Die Burg Altaist in der Gemeinde Ried in der Riedmark gilt als weitere Burg der Herren von Aist. Burgställe wie Arnberg (2,5 km südöstlich von Neuaist gelegen) und Altenhaus (0,8 km südöstlich von Neuaist gelegen) stehen als weitere Besitzungen der Aister zur Diskussion.

## Geschichte

### Herren von Aist
Die Burg Neuaist war ein Sitz der Herren von Aist, die hier im 11. Jahrhundert Besitzungen erwarben. Die Herren von Aist verfügten westlich des „Regensburger Luß“ im unteren Mühlviertel über umfangreiche Besitzungen, allerdings nicht im Sinne eines geschlossenen Herrschaftsgebietes, die zwischen Feldaist und Kleinen Gusen lagen und von Mauthausen bis nach Neumarkt im Mühlkreis reichten. Darunter waren auch die Burgen Altaist und Neuaist. Auch in Aistersheim im Innviertel wird das im Jahre 1136 errichtete Wasserschloss Aistersheim mit den Herren von Aist in Verbindung gebracht. Die dortige Burg wird 1159 erstmals dem Dietmar von Aistersheim, einem Ministerialen der steirischen Otakare zugeschrieben. Diese Herrschaft blieb bis 1426 im Besitz der Herren von Aistersheim, damals verstarb mit Heinrich von Aistersheim der letzte seines Stammes und 1464 kaufte Hanns von Hohenfeld diese Besitzung.
Nicht sehr zahlreich sind Nennungen von Gefolgsleuten der Aister im Unteren Mühlviertel. Erst in der zweiten Hälfte des 12. Jahrhunderts sind einige von ihnen aus dem unmittelbaren Bereich der Sitze Aist bekannt. Aufgrund von urkundlichen Zeugennennungen können Dietmar von Gaisbach, Wenzel von Wartberg, Rudolf und Rambertus von Aist, Hertwig und Gebhard von Schiesenberg sowie Karolus und Johannes von Aist darunter zu zählen sein. Die Pernauer dürften Lehensleute der Aister gewesen sein und eventuell Burg Möstling verwaltet haben.
Urkundlich werden die Herren von Aist erst im 12. Jahrhundert erwähnt, wiewohl die dortigen archäologischen Befunde bereits auf das 11. Jahrhundert verweisen. 1125 bis 1147 wird ein Perthe de Agasta genannt, 1171 ein de Agist Dietm(ar). Der ab 1139 urkundlich bezeugte Ditmarus de Agasta dürfte nicht identisch mit dem Dichter und Minnesänger Dietmar von Aist (um 1140 bis nach 1171 und begraben im Kloster Aldersbach) sein. Der kinderlose Aister Dietrich schenkte Güter an das als seine letzte Ruhestätte auserwählte Kloster Aldersbach sowie auch an die Klöster Baumgartenberg in seiner Mühlviertler Heimat und 1171 an das Kloster Garsten, dessen Vogt er war. Mit Einverständnis seiner Schwester Sophie, deren Sohn Adalbert und ihres zweiten Gatten übergab Dietrich das Gut zu Hirtina (Cirtina, Zirking) an das Kloster Aldersbach. Gegen die Übergabe des Gutshofes Hertgersdorf (Gerersdof bei Ried in der Riedmark) gab es Einwände von Seiten seiner Familie. Daher übergab Dietrich den Schutz dieses Gutes in die Hände seiner Verwandten Werner von Griesbach und des Freien Friedrich von Haunsberg. Allerdings erhob später ein Rehewinus Ansprüche auf dieses Gut. Dieser Rehewinus war Burggraf in Altaist und hatte dieses Gut bisher verwaltet. Erst durch einen Schiedsspruch des Regensburger Domvogtes Otto III. von Lengenbach wurde dem Rehewinus der Verzicht befohlen und er wurde mit einem Geldbetrag von 20 Talenten befriedet. Nach dem Tod des Dietrichs zog der Landesherr, Herzog Heinrich II. Jasomirgott die Garstener Besitzungen in der Riedmark an sich.

### Weitere Geschichte
Durch Sophia von Aist, Tochter des Hochfreien Gottfried von Aist und Schwester des Dietrich von Aist, kamen die Burgen Neuaist und Altaist mitsamt ihrem Dominikalbesitz an Adelram I. von Perg (1090–1148). Nach dem Tode von Adelram I. beim Kampf um Akkon vermählte sich Sophia in zweiter Ehe mit Engelbert von Schönheringen und Blankenburg, und der Besitz ging an ihren neuen Gemahl und ihre Kinder über. 1175 starb Sophia von Blankenburg und wurde im Kloster Wilhering begraben. 1185 starb ihr Sohn Adalbert von Perg, 1192 kam der letzte Blankenburger Ulrich II. beim 3. Kreuzzug im Heiligen Land ums Leben. In einem Urbar von 1230 des Herzog Leopold VI. sind auch die Güter der Herrn von Aist genannt, das heißt, sie sind in den Besitz der Babenberger gelangt. Die Burgen Altaist und Neuaist werden hier nicht mehr erwähnt, dürften also schon damals zu Ruinen geworden sein.

## Neuaist heute
Auf einer von der Feldaist umflossenen Rückfallkuppe liegt die Substruktion einer Burg, der Flurname ist Neuaist. Der ursprünglich durch zwei Abschnittsgräben gesicherte Burgstall befindet sich am orographisch linken Ufer der Feldaist, gegenüber der Kriehmühle und in der Gemeinde Pregarten. Sondierungen durch Alfred Höllhuber haben hier Keramikfunde aus dem 11. Jahrhundert erbracht (Zeithorizont ca. 1000–1250 mit Schwerpunkt auf der 2. Hälfte des 12. Jahrhunderts); daher ist die Vermutung naheliegend, dass Neuaist älter ist als die Burg Altaist. Am Burgfelsen und am Abhang kamen auch neolithische Fundgegenstände zum Vorschein. Auf den Felsblöcken im Fluss finden sich Einstemmungen für eine Holzbrücke. Die bedeutende Anlage steht nicht unter Denkmalschutz. Das Burgplateau ist nun großteils von Jungholz bewachsen (Mai 2022). Einfacher Zustieg ausgehend von der Kriehmühle (moderne Adresse Wartberg ob der Aist, Kriehmühlweg Nr. 1, Gasthaus) im Feldaisttal möglich: Zuerst über die hölzerne Brücke und dann kurz bergauf.

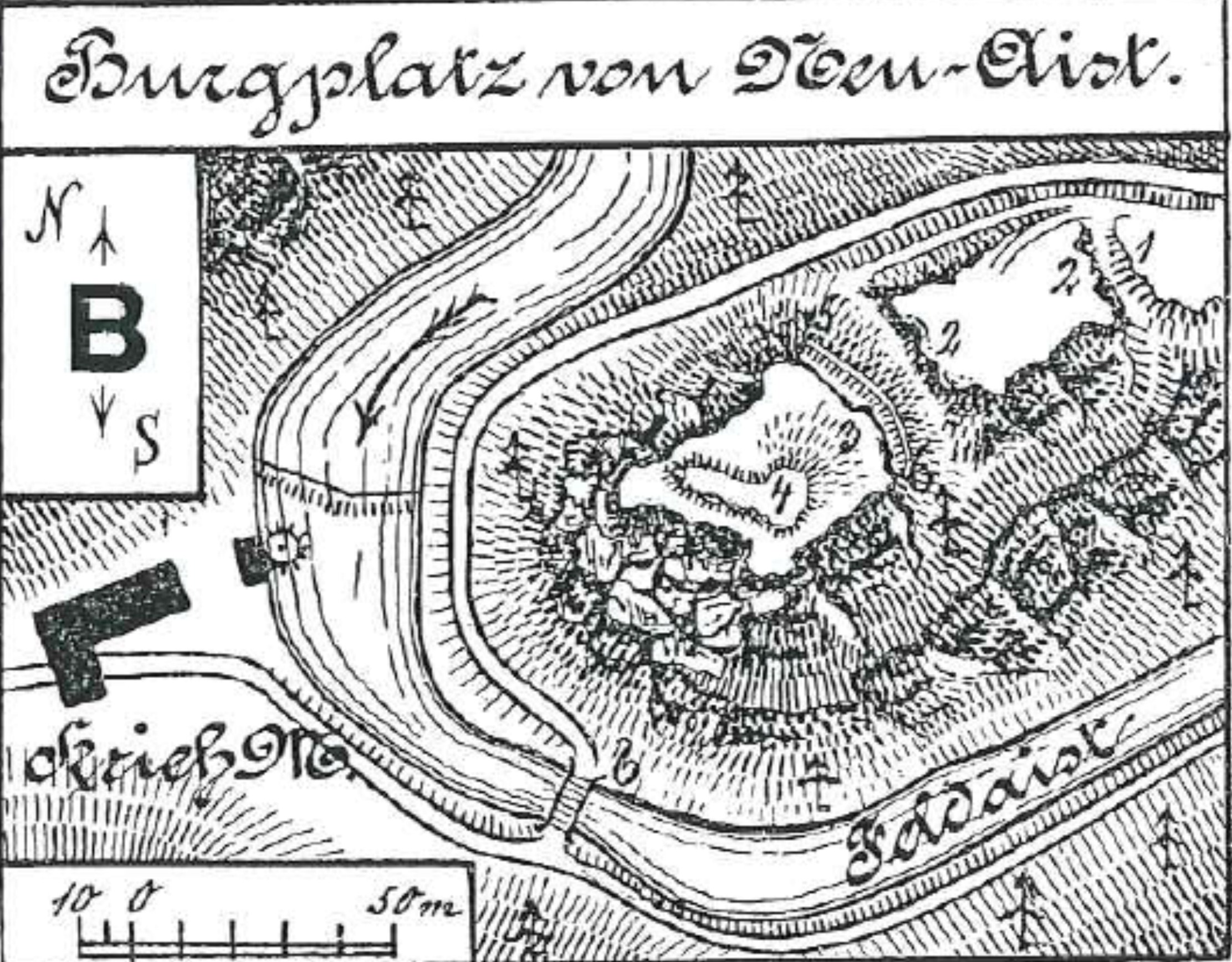
Planskizze Neuaist 1905
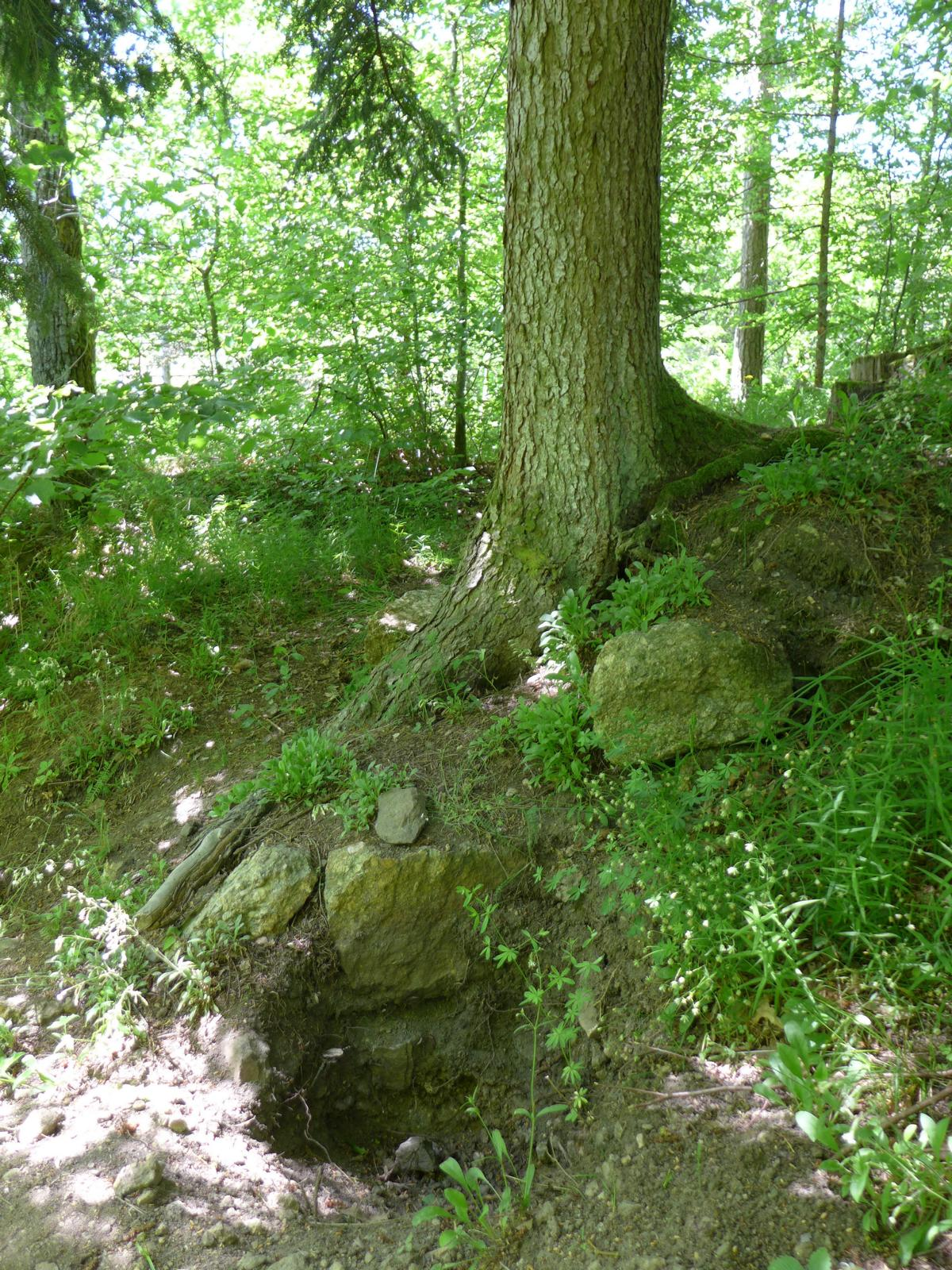
Mauerrest. Wilde Grabung im Südwesten
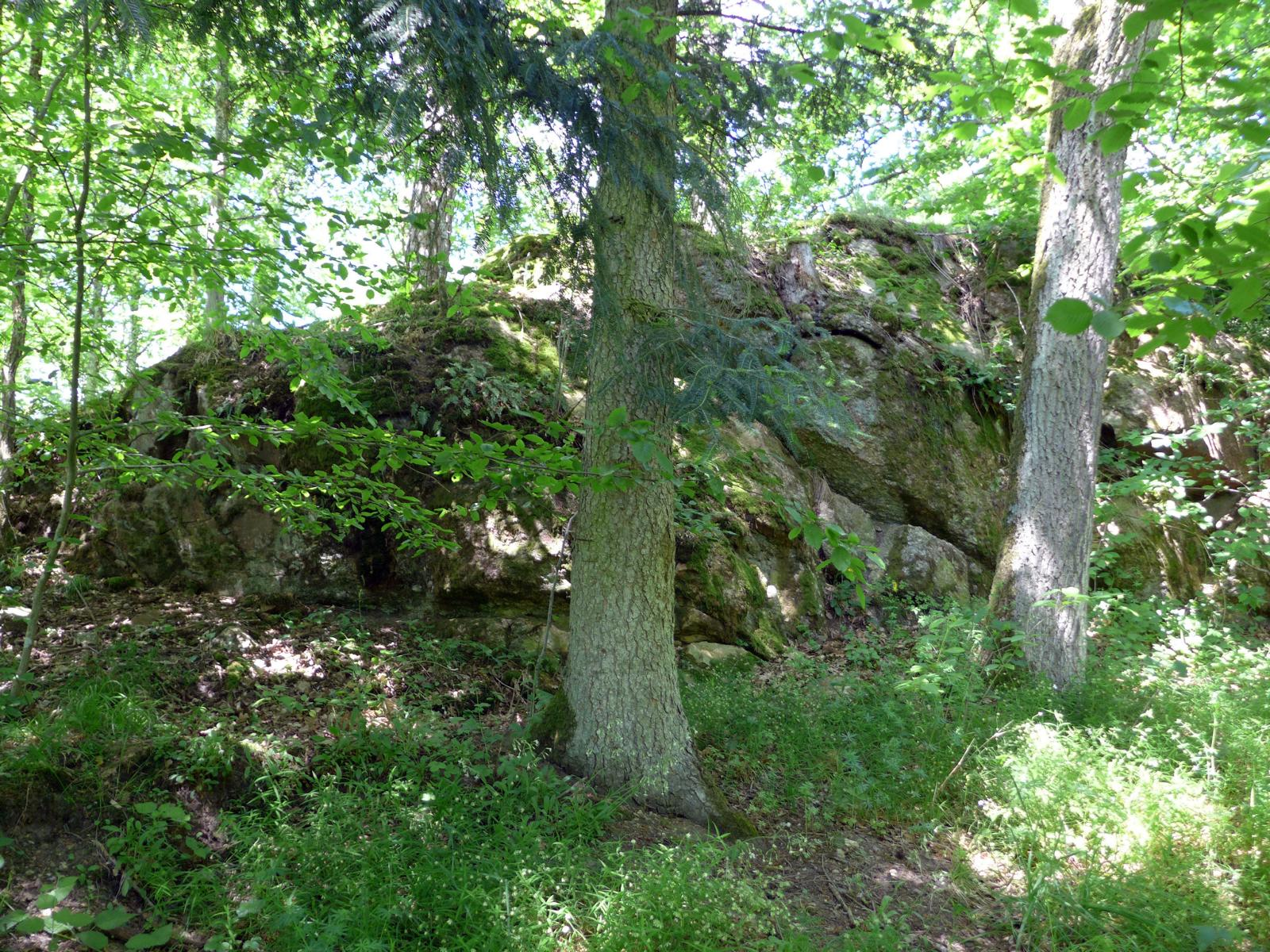
Hauptburgplateau mit erhöhter Felspartie. Ansicht von Südwesten
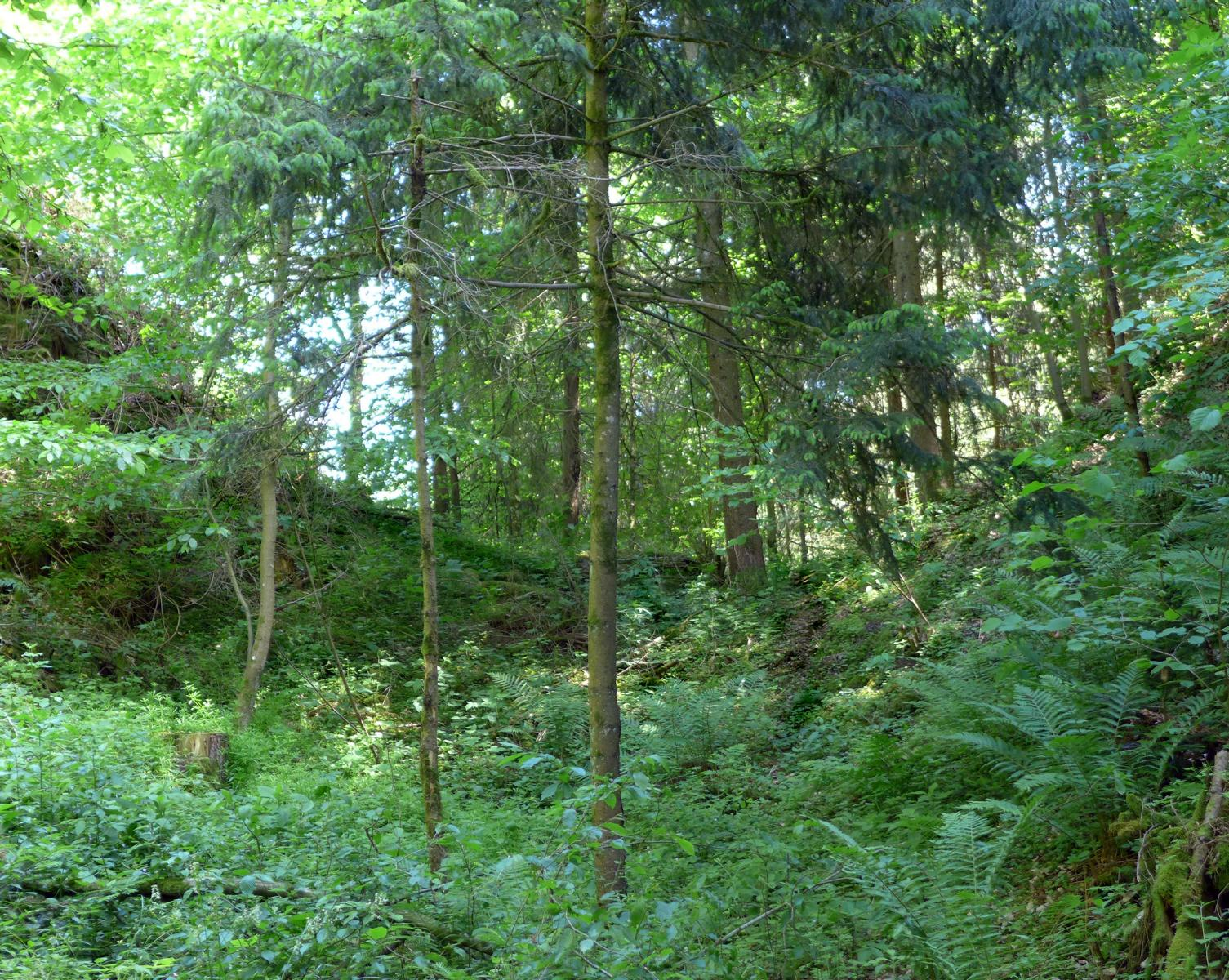
Zweiter Graben. Links Hauptburg. Rechts Vorburg